# Bobbie Traksel
Bobbie Traksel (Tiel, 3 de novembre de 1981) és un ciclista neerlandès, professional del 2001 al 2014.
El seu inici de carrera fou molt prometedor, amb la victòria al Tour de Flandes sots 23 de 2000 i la victòria a la Veenendaal-Veenendaal del 2001, però un seguit de lesions han limitat el seu creixement esportiu. El febrer de 2010 guanyà la Kuurne-Brussel·les-Kuurne, fins al moment la seva principal victòria.

## Palmarès
- 2000
  - 1r al Tour de Flandes sots 23
  - 1r al PWZ Zuidenveld Tour
- 2002
  - 1r a la Veenendaal-Veenendaal
  - Vencedor d'una etapa del Sachsen-Tour
  - Vencedor d'una etapa de la Ster Elektrotoer
- 2004
  - 1r a la Noord Nederland Tour (ex aequo amb 21 ciclistes més)
- 2007
  - Vencedor d'una etapa dels Boucles de la Mayenne
- 2008
  - 1r a la Driedaagse van West-Vlaanderen i vencedor d'una etapa
  - Vencedor d'una etapa de la Volta a Extremadura
  - Vencedor d'una etapa de l'Olympia's Tour
  - 1r al Gran Premi del 1r de maig - Premi d'honor Vic de Bruyne
- 2010
  - 1r a la Kuurne-Brussel·les-Kuurne